# Taide Rodríguez
María Taide Rodríguez Preciado (n. 19 iunie 1989, Guadalajara, Jalisco, Mexic) este o cântăreață și actriță de origine mexicană, ea face parte din trupa Camaleones. A jucat și în telenovela Camaleones.

### Telenovele
- 2009: Cameleones —  Cristina Hernández Campos